# Episodi di Zac Efron: con i piedi per terra
La prima stagione della serie televisiva Zac Efron: con i piedi per terra, composta da 8 episodi, è stata pubblicata da Netflix il 10 luglio 2020.
| nº | Titolo originale | Titolo italiano | Pubblicazione USA | Pubblicazione Italia |
| -- | ---------------- | --------------- | ----------------- | -------------------- |
| 1  | Iceland          | Islanda         | 10 luglio 2020    | 10 luglio 2020       |
| 2  | France           | Francia         | 10 luglio 2020    | 10 luglio 2020       |
| 3  | Costa Rica       | Costa Rica      | 10 luglio 2020    | 10 luglio 2020       |
| 4  | Sardinia         | Sardegna        | 10 luglio 2020    | 10 luglio 2020       |
| 5  | Lima             | Lima            | 10 luglio 2020    | 10 luglio 2020       |
| 6  | Puerto Rico      | Portorico       | 10 luglio 2020    | 10 luglio 2020       |
| 7  | London           | Londra          | 10 luglio 2020    | 10 luglio 2020       |
| 8  | Iquitos          | Iquitos         | 10 luglio 2020    | 10 luglio 2020       |

La seconda stagione della serie televisiva Zac Efron: con i piedi per terra, composta da 8 episodi, è stata pubblicata da Netflix dall'11 novembre 2022.
| n° | Titolo Originale                   | Titolo Italiano              | Pubblicazione USA | Pubblicazione Italia |
| -- | ---------------------------------- | ---------------------------- | ----------------- | -------------------- |
| 1  | Habitat conservation               | Conservazione degli habitat  | 11 novembre 2022  | 11 novembre 2022     |
| 2  | Regenerative agriculture           | Agricoltura rigenerativa     | 11 novembre 2022  | 11 novembre 2022     |
| 3  | The Great Barrier Reef             | La Grande barriera corallina | 11 novembre 2022  | 11 novembre 2022     |
| 4  | Torres Strait                      | Lo Stretto di Torres         | 11 novembre 2022  | 11 novembre 2022     |
| 5  | Waste                              | Rifiuti                      | 11 novembre 2022  | 11 novembre 2022     |
| 6  | Fires                              | Incendi                      | 11 novembre 2022  | 11 novembre 2022     |
| 7  | The voice of the Aboriginal people | La voce degli aborigeni      | 11 novembre 2022  | 11 novembre 2022     |
| 8  | Eco-innovators                     | Ecoinnovatori                | 11 novembre 2022  | 11 novembre 2022     |